# II Związek Morski
II Związek Morski – był to związek Aten z innymi greckimi polis.
Kiedy Sparta wypełniając warunki pokoju królewskiego uwikłała się w konflikt z Tebami, Ateńczycy przystąpili do odbudowy swojego morskiego imperium zawierając od 384 p.n.e. przymierza z polis egejskimi. Do najważniejszych sojuszników Aten z tego okresu zaliczyć trzeba Bizancjum, Chios, Rodos i Mitylenę na Lesbos. Szczęśliwym trafem archeolodzy odnaleźli na ateńskiej agorze marmurową tablicę z inskrypcją zawierającą tekst dekretu z 377 p.n.e., który powszechnie uważany jest za akt fundacyjny II Związku Morskiego.
Jest to rodzaj apelu skierowanego do wszystkich, którym Spartanie nie pozwalają „żyć w spokoju, cieszyć się z wolności i antonimii, i posiadać nienaruszone całe, własne terytorium” (tłum. B. Bravo), aby przyłączali się do Aten, które ofiarowują im przymierze. Nie było zamiarem Ateńczyków łamanie postanowień pokoju królewskiego, ich nowa symmachia otwarta była dla wszystkich prócz poddanych króla perskiego, a więc wyłączeni z niej byli Grecy z Azji; zobowiązały się nie wtrącać w wewnętrzne sprawy sojuszników, nie utrzymywać na ich terytorium garnizonów, nie osadzać kleruchów ani nie nakładać trybutu. W zamian za to sprzymierzeńcy zobowiązywali się przyjść z pomocą wszystkimi siłami, jakimi dysponują. W tekście dekretu znalazły się też szczegółowe regulacje dotyczące kar wobec tych, którzy w jakichkolwiek sposób naruszą uchwalone zasady.
Najwyższą instancją nowego związku była Rada Sprzymierzonych (synedrion), w której reprezentowani byli wszyscy sprzymierzeńcy i każdy z nich, bez względu na swoją pozycję w związku, dysponował jednym głosem. Do kompetencji rady należały decyzje dotyczące wojny i pokoju, przyjmowania nowych członków oraz rozstrzygania sporów między sojusznikami. Ateńczycy nie byli w radzie reprezentowani, a eklezja zachowała pełną suwerenność; demos mógł postanowienia synedrów przyjąć bądź odrzucić, ewentualnie zmodyfikować. Okazało się, że zasada niepłacenia żadnego trybutu jest nie do utrzymania, ponieważ większość małych polis nie posiadała wystarczającej liczby statków, aby uczestniczyć w operacjach militarnych związku. Dlatego też ustalono, że wspólne przedsięwzięcia (wyłącznie militarne) finansowane będą ze składki (syntaxis), której wysokość określała rada.
Kiedy Ateny w 371 p.n.e. przystąpiły do koalicji antytebańskiej i zawarły sojusz ze Spartą, II Związek Morski stracił rację bytu. Jego dalsze utrzymywanie wynikało z dążenia Aten do odzyskania hegemonii w świecie greckim, a niektóre posunięcia nie pozostawiły żadnych wątpliwości co do ich celów. Nastąpił powrót do praktyki zakładania kleruchii, a mieszkańców wyspy Keos siłą zmuszono do pozostania w sojuszu z Atenami. Podniesiona została również wysokość składki, ponieważ Ateny – niezdolne do samodzielnego sfinansowania polityki ekspansji – starały się przerzucić jej koszty na barki sprzymierzeńców.
W 357 p.n.e za namową Mauzolosa, satrapy Karii, przeciwko ateńskiej hegemonii zbuntowały się Rodos, Chios i Kos. Siły morskie interweniujących Ateńczyków zostały rozbite pod Embatami, w pobliżu Chios (356 r.). Klęskę poniosła również ateńska dyplomacja, ponieważ król perski Artakserkes III Ochos zmusił Ateńczyków do zawarcia niekorzystnego pokoju. Spod ich zwierzchnictwa uwolniła się wówczas około jedna trzecia członków Związku Morskiego.
Po rozpadzie symmachii spartańskiej i klęsce Teb teraz z kolei Ateny okazały się niezdolne do narzucenia i utrzymania hegemonii w Grecji. Tymczasem na północy wyrosła nowa potęga, Macedonia, która korzystając z osłabienia greckich polis narzuciła im swoje zwierzchnictwo.